# Galiella rufa
Galiella rufa är en svampart som först beskrevs av Ludwig David von Schweinitz, och fick sitt nu gällande namn av Nannf. & Korf 1957. Galiella rufa ingår i släktet Galiella och familjen Sarcosomataceae.   Inga underarter finns listade i Catalogue of Life.

## Källor

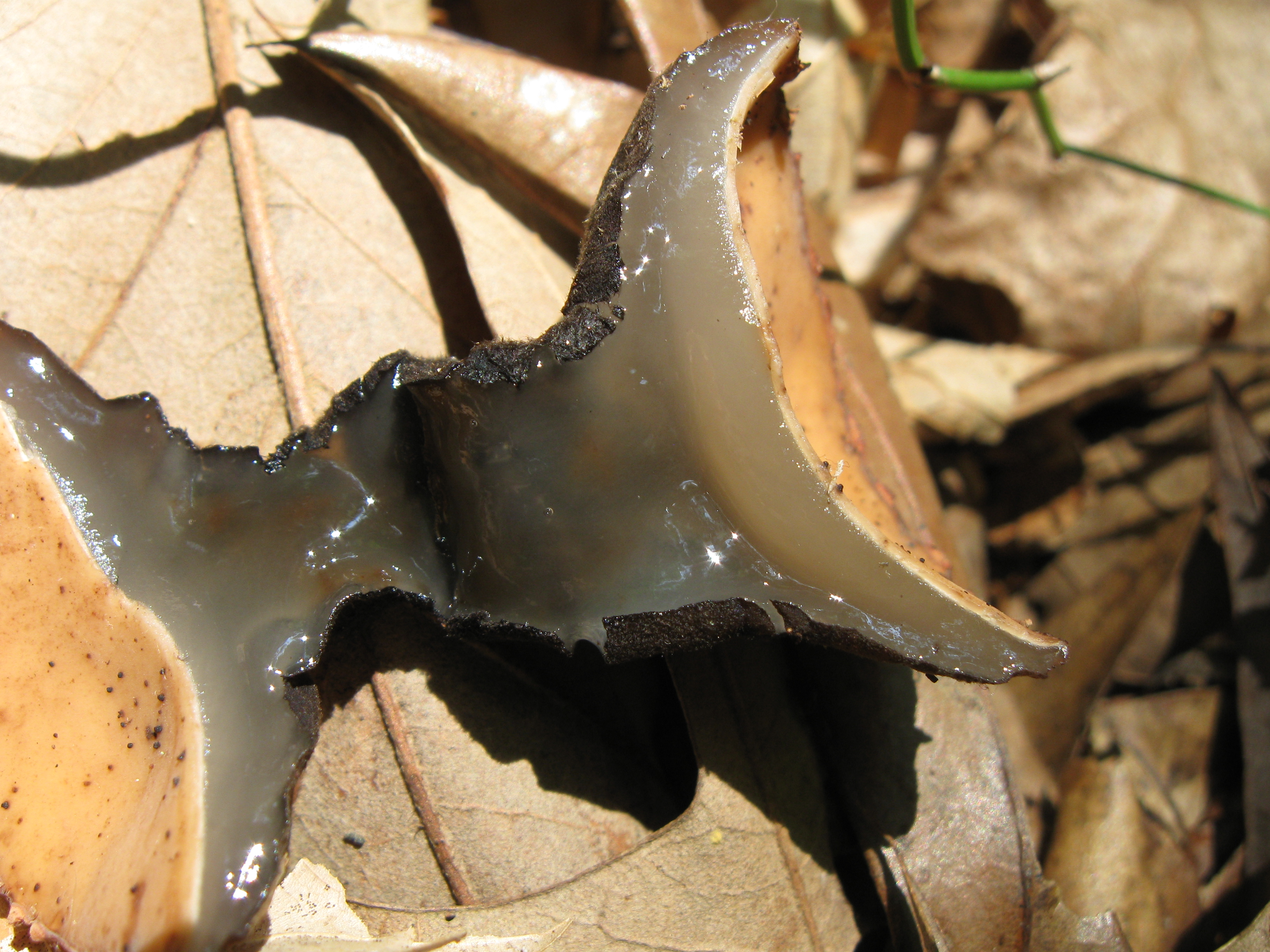